# Aňuj (přítok Amuru)
Aňuj, Oňuj nebo Dondon (rusky Анюй, Онюй, Дондон) je řeka v Chabarovském kraji v Rusku. Je 393 km dlouhá. Povodí má rozlohu 12 700 km².

## Průběh toku
Pramení na svazích horského hřbetu Sichote Aliň. Na horním toku má horský charakter. Na dolním toku má naopak charakter rovinné řeky, když teče v široké dolině s nízkými bažinatými břehy. V korytě je mnoho mělčin, kos a kamenitých peřejí. Nedaleko ústí se rozděluje na několik ramen a to i slepých, mezi nimiž je mnoho průtoků. Vlévá se zprava do Amuru.

### Přítoky
Hlavním přítokem je Manoma zprava.

## Vodní stav
Zdrojem vody jsou převážně letní a podzimní deště. Nejvyšší úrovně dosahuje od června do srpna.